# Carol Thatcher
The Honourable Carol Jane Thatcher (Londra, 15 agosto 1953) è una giornalista, personaggio televisivo e scrittrice britannica.
The Honourable Carol Thatcher è la sorella gemella di Sir Mark Thatcher, figlia dell'ex Primo ministro britannico Margaret Thatcher e di suo marito Sir Denis Thatcher.
Carol ha pubblicato le biografie di entrambi i genitori. Inoltre ha prodotto un documentario dove è presente l'unica intervista a suo padre. Ha vinto la quinta edizione del reality show I'm a Celebrity… Get Me Out of Here!. 
Dal 2009 è stata rimossa dal canale BBC One, poiché non si è scusata per un commento ritenuto offensivo nei confronti del tennista Jo-Wilfried Tsonga.

## Biografia
Thatcher è nata a Hammersmith, Londra, il 15 agosto 1953, dopo suo fratello gemello, Mark Thatcher, nato sei settimane prematuramente. La madre di Thatcher nel 1958 è stata eletta come Membro del Parlamento a Finchley.
Nel 1960, Carol Thatcher ha cominciato a frequentare la "Queenswood School", una scuola privata femminile a Bishops Hatfield, Hertfordshire. Si è laureata allo University College London prima di trasferirsi in Australia per iniziare la carriera da giornalista.

## Carriera
Carol Thatcher ha iniziato la sua carriera come giornalista in Australia, lavorando al Sydney Morning Herald dal 1977 al 1979. È diventata giornalista televisiva presso Channel Seven, sempre a Sydney, e in seguito giornalista nel suo programma mattutino alle 11, 11AM. Al suo ritorno in Gran Bretagna, ha lavorato come presentatrice per LBC, BBC Radio 4, TV-am e ha scritto articoli di viaggio per The Daily Telegraph. A causa della posizione politica di alto profilo di sua madre, molti giornali si rifiutarono di pubblicare lavori con la sua linea.
Il suo primo libro, Diary of an Election: con Margaret Thatcher sulla campagna elettorale, è stato pubblicato nel 1983. Il suo secondo libro, una collaborazione con la tennista Chris Evert (Mrs Lloyd) intitolato Lloyd on Lloyd, è stato pubblicato tre anni dopo. È diventato il primo best seller di Carol Thatcher.
Fra le sue pubblicazioni seguenti vi è una biografia di successo del 1996 di suo padre, Below the Parapet. Nel 2003 Thatcher ha prodotto un documentario su Channel 4 su di lui intitolato Married to Maggie. Carol Thatcher ha catturato l'unica intervista pubblica mai concessa da Denis Thatcher, che morì poco dopo averla rilasciata. La carriera freelance di Carol Thatcher vi sono varie collaborazioni a riviste e giornali, nonché alcuni progetti televisivi.
Carol Thatcher ha partecipato anche a diversi reality show.

## Reality Show

### I'm a Celebrity... Get Me Out of Here!
Nel novembre del 2005 Thatcher è stata selezionata per apparire con un certo numero di altre celebrità nello show televisivo ITV I'm a Celebrity... Get Me Out of Here! Il format dello spettacolo significava che sarebbe stata costretta a trascorrere almeno una settimana nella foresta pluviale australiana con una scorta minima di cibo in condizioni di vita estreme.
Durante la sua permanenza nella giungla ha dovuto subire uno dei più famigerati "Bushtucker Trials", che l'ha vista mangiare insetti della giungla e testicoli di canguro come sfida per guadagnare cibo per i suoi compagni celebrità. Alla fine è emersa come vincitrice della quinta serie e seconda "Queen of the Jungle".

### Most Haunted
Thatcher è apparsa su Most Haunted di Living TV il 13 febbraio 2007 come ospite di celebrità accanto alla presentatrice Yvette Fielding e al medium David Wells, nonché a Joanne Gregory, alla ricerca di attività paranormali alla Tatton Hall nel Cheshire.

### Mummy's War
Nel 2007, Thatcher si è recata nelle Isole Falkland e in Argentina per il documentario Mummy's War allo scopo di esplorare l'eredità della guerra delle Falkland. Mentre ha avuto un'accoglienza positiva dagli isolani filo-britannici (che considerano sua madre un'eroina), la sua accoglienza in Argentina ha provocato proteste e manifestazioni (fra cui il grido "Tua madre è una criminale di guerra!"). Durante la permanenza in Argentina ha incontrato un gruppo di madri che hanno perso i figli durante il conflitto e ha dichiarato: "Stavamo combattendo una guerra; noi abbiamo vinto, voi avete perso", e ha ricordato loro che era il loro paese che ha invaso le isole, perciò era stato necessario avviare il conflitto. L'intervista si è conclusa con una delle donne che ha affermato che "Dio la punirà (Margaret Thatcher)".

## Vita privata
Nel 1992 si è fidanzata con Marco Grass, un maestro di sci: convivono nelle dimore della Thatcher a Klosters e a Londra.

## Opere
- 1983: Election: with Margaret Thatcher on the Campaign Trail
- 1996: Below the Parapet: the Biography of Denis Thatcher
- 2008: A Swim on Part in the Goldfish Bowl: A Memoir, racconti su sua madre[6]